# Hatem Trabelsi
Hatem Trabelsi - em árabe, حاتم الطرابلسي  (Ariana, 25 de Janeiro de 1977) - é um futebolista tunisino. Joga nas posições de zagueiro e lateral-direito.
Começou a carreira no CS Sfaxien, um dos mais tradicionais clubes da Tunísia, em 1997. Fez boas partidas na equipe e conquistou a titularidade na sua primeira temporada como profissional. Jogou por lá até 2001, quando se transferiu para o AFC Ajax, da Holanda, devido ao sucesso que fez em sua equipe anterior. No Ajax disputou 99 partidas e marcou 2 gols, mas não conseguiu conquistar nenhum título. Em 2006, Trabelsi trocou a Holanda pela Inglaterra e foi jogar pelo Manchester City. Na temporada 2006/2007 não conseguiu repetir o mesmo sucesso que havia tido nas equipes anteriores, e acabou não sendo muito aproveitado pelo time, onde jogou apenas 20 partidas. Em 2007, com a chegada do técnico Sven-Göran Eriksson e a renovação no elenco da equipe, Trabelsi perdeu espaço no City e foi jogar pelo Al-Hilal, da Arábia Saudita.
Pela Seleção Tunisina, disputou 3 Copas do Mundo (1998, 2002 e 2006), e a Copa das Confederações de 2005, mas sua Seleção não conseguiu chegar muito longe nos torneios disputados.
Em 2006, depois da disputa da Copa do Mundo de 2006, Trabelsi anunciou sua aposentadoria da Seleção Tunisina, onde jogou 61 partidas e marcou 1 gol.

## Títulos
Tunísia
- Campeonato Africano das Nações: 2004